# 観光列車 (台湾)
観光列車（かんこうれっしゃ、繁体字中国語: 觀光列車）は、台湾鉄路管理局（台鉄）が運行する団体旅客列車の総称。現在は「環島之星」号として運行されている。旅行代理店を通じたパッケージ商品であると同時に、個人旅客でも規定の人数を満たすか、指定車両のみに乗車可能。本項では台鉄がかつて運行していた同様の列車についても併記する。

## 概要
2001年9月にクルーズトレインの一種として運行を開始。ただし世界各国のものと異なり寝台列車ではない。2007年には西部の「総裁1号」（繁体字中国語: 總裁一號）、東部の「東方美人号」（繁体字中国語: 東方美人號）、「洄瀾阿美号」（繁体字中国語: 洄瀾阿美號,註：洄瀾は花蓮の旧称）などの名称で運行されていたが、現在は「環島之星」に集約されている。柴電機車あるいは電力機車による牽引で10500/10600/10700型莒光号客車が連結されている。
台鉄の一般対号列車では可能な自願無座票による立席乗車、悠遊卡や一卡通などのIC乗車カード利用も不可。またTR Pass（一般版、学生版とも）での利用もできない。

## 車両

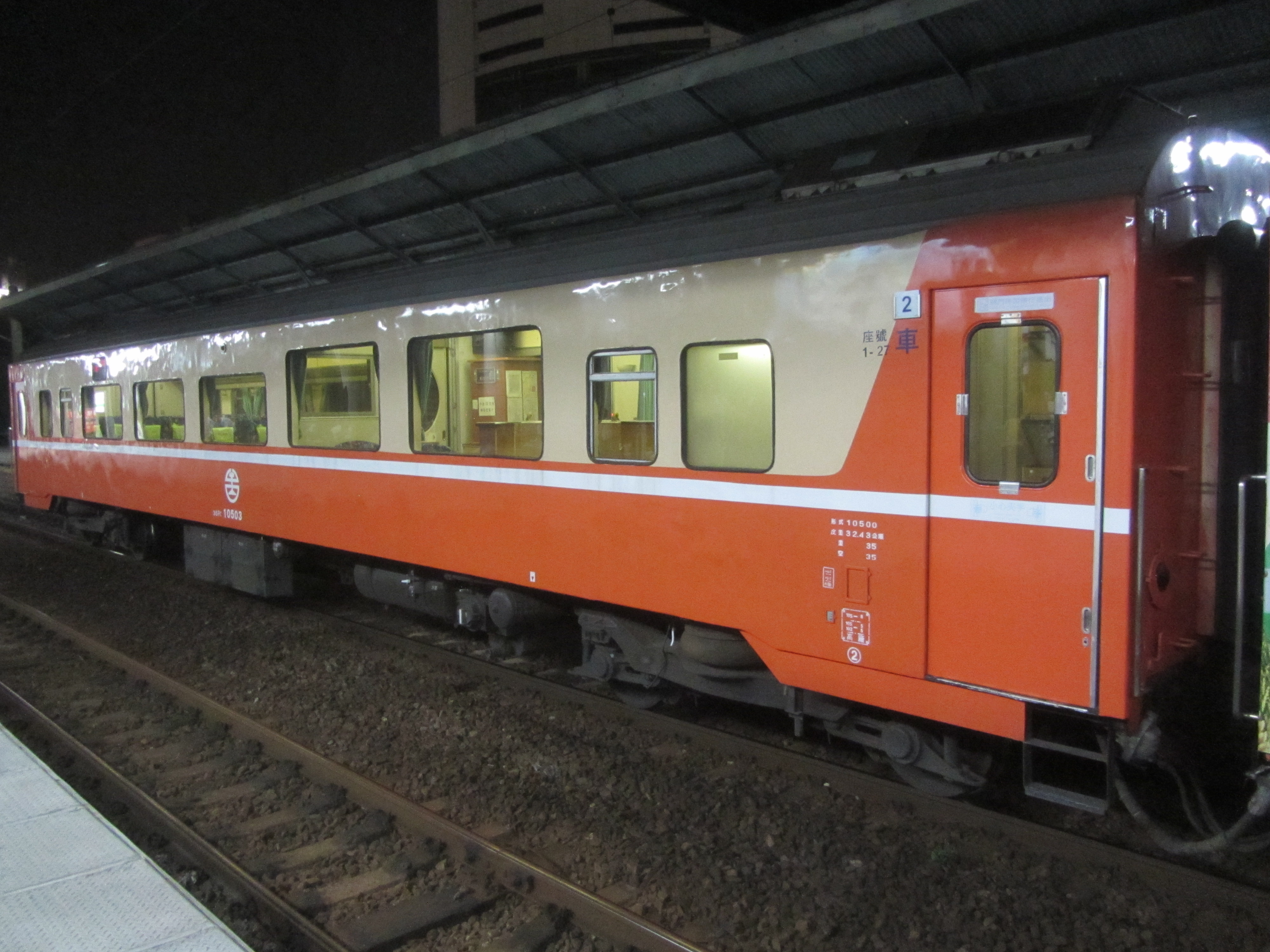
標準塗装時代の「パーラーカー」PC10500

莒光号用のFPK10500、FPK10600、BCK10600、BCK10700、DC10500、PC10500型で編成されている。FPKは一般型莒光号客車で2+2列配置、BCKは商務艙（日本のグリーン車に相当）で座席は1+2列配置。BCK10700はフットレストがない。DCは食堂車（餐車）で軽食やスイーツを提供している。PCはパーラーカー（台鉄客庁車のうちの非展望車）でカラオケ（卡拉OK）が楽しめる。
在西部幹線と東部幹線（宜蘭線、北迴線と台東線を含む）では電気機関車が牽引、屏東線と南迴線ではディーゼル機関車が増結された電源行李車を含めて牽引、新左営駅と台東駅で電気/ディーゼルでの機関車交換をするほか、運行時間が半日に及ぶため、花蓮駅でも電気機関車を交換する。定期列車ではあるが、民間旅行代理店の主催旅行客専用のため、「商務車」扱いで種別は莒光号だが運賃は自強号と同額。
他形式でも便宜的に観光列車という呼称は使われてきたが、現在はこの形式を指す。台鉄の旅客列車では最高等級である。2018年3月から内装の更新工事に着手し、2019年初頭から順次営業運転に投入、同年夏までに全車両の更新工事を終える予定。

## 定期観光列車

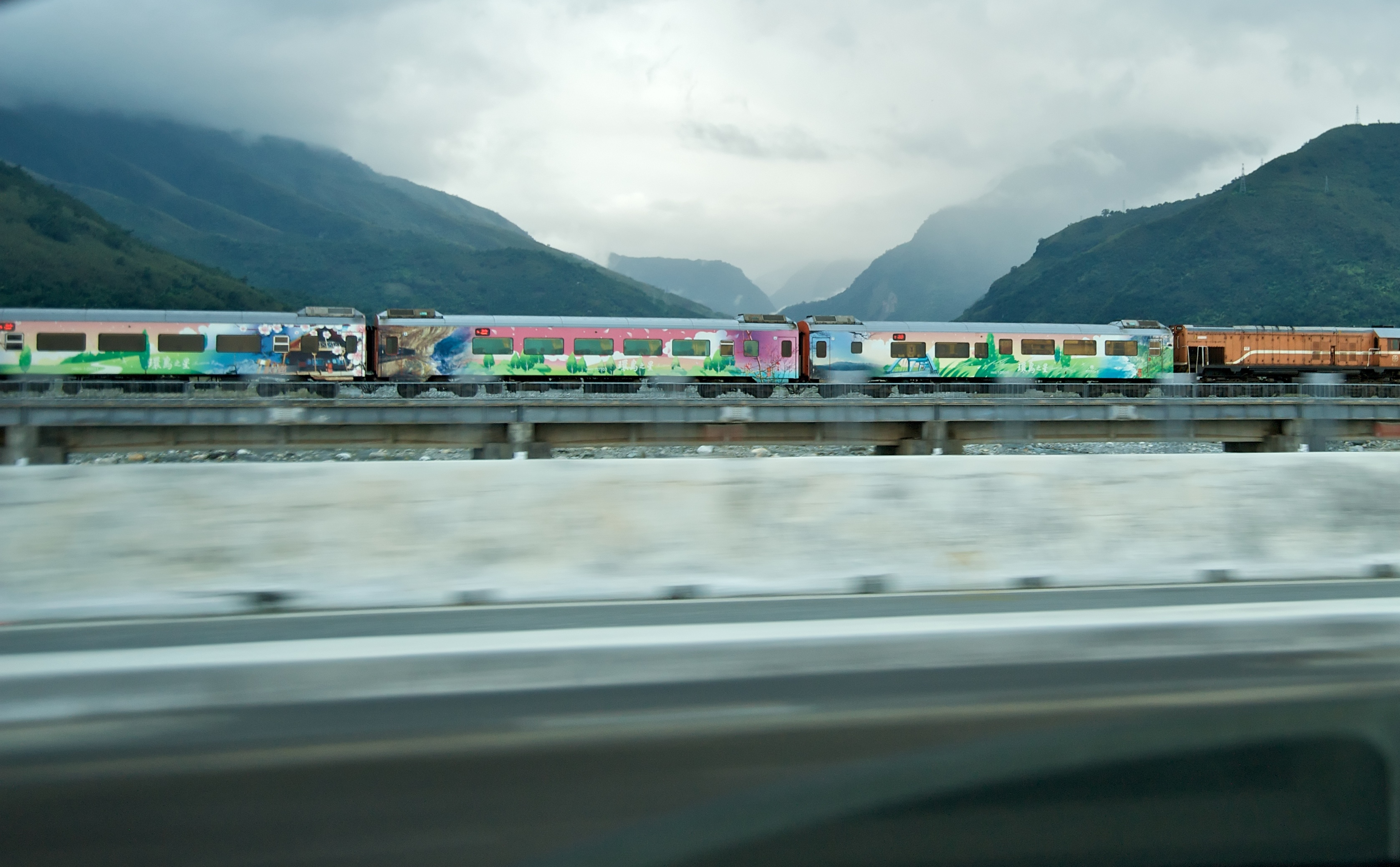
沿道の車内からみた環島之星

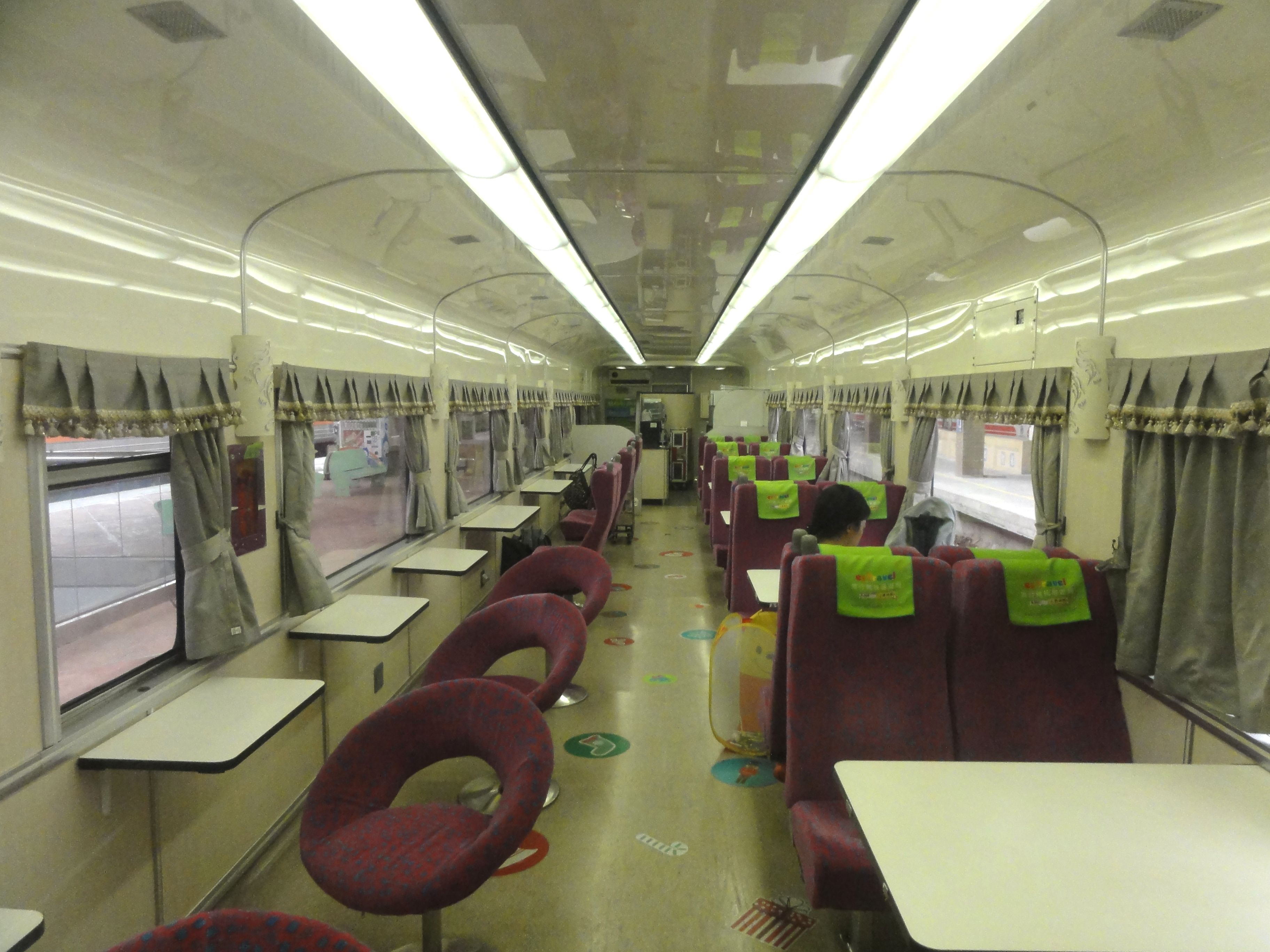
環島之星食堂車の内部

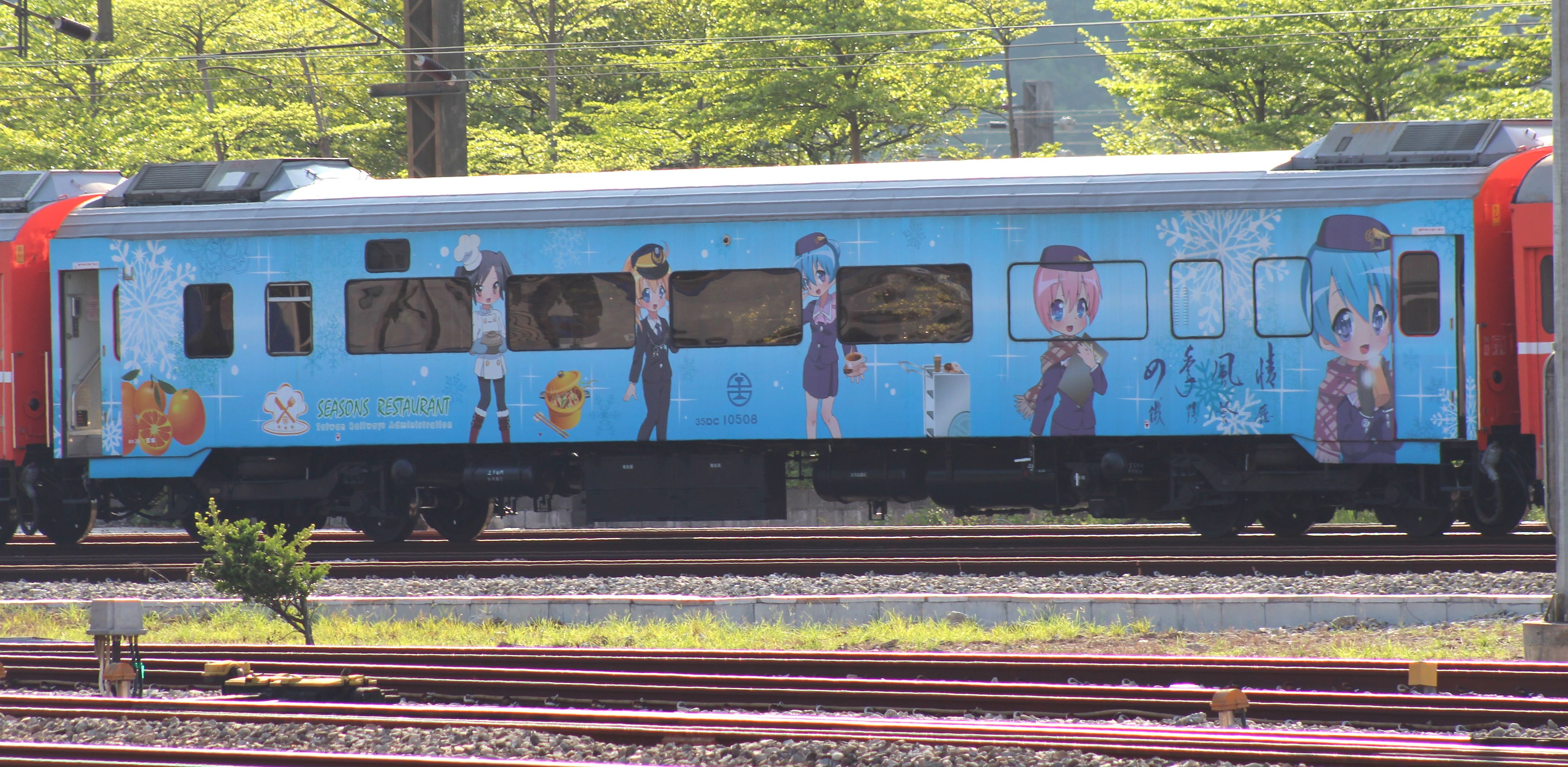
台湾鉄道少女ラッピング

### 環島之星
毎日運行の定期観光列車で、台北駅を起点に島内を一周する1次(西部幹線→東部幹線の反時計まわり)と2次(東部幹線→西部幹線の時計まわり)がある。全車両が商務艙で現地旅行代理店の易遊網（ezTravel）で乗車券およびパック旅行商品を取り扱っており、台鉄の窓口では購入できない。
- 食堂車を連結しているが近年台湾鉄道少女のラッピングが施されている。
- 定期列車が少ない南廻線や台東線の救済措置として、通常塗装の経済艙（普通車）客車を増結し台北 - 高雄 - 花蓮間のみ台鉄駅窓口で乗車券を販売している。花蓮以北は販売されない。台鉄では「自由行列車」と称している[2]。前身の「総裁一号」、「東方美人号」、「南迴之星号」および「花蓮観光列車」時代は乗車当日含め10日前からの発売であった。

2010年4月10日より易遊網が経営権を再獲得すると、客室乗務員とカラオケ設備のサービスが復活した。同時に6 - 8号車に普通車を連結し、花蓮以北を除き台鉄で一般販売されるようになった。1/2次列車の商務車は1 - 2号車のみ花蓮 - 礁渓 - 台北で連結され、花蓮駅で増解結が行われる。2014年5月16日より6号車に食堂車が連結されたため、普通車の号車が6 - 8号車から7 - 9号車に変更された。
2018年初夏は旅行代理店との契約更新が滞っていたため商務車の部分も一時的に台鉄が一般販売していた。7月10日以降は同日に開業した林栄新光駅に追加停車。9月以降はそれまで51/52次とされていた7-9号車の自由行列車は1/2次と改番された。
2019年7月3日より太魯閣号に代わってハローキティのラッピング仕様となった。

#### 編成
|      | ← 台北・礁渓 台東・高雄 → |                    |                    |                    |                    |                    |                  |                  |                  |
| 等級 | 環島之星（商務車）        | 環島之星（商務車） | 環島之星（商務車） | 環島之星（商務車） | 環島之星（商務車） | 環島之星（商務車） | 自由行（経済車） | 自由行（経済車） | 自由行（経済車） |
| 号車 | 1                         | 2                  | 3                  | 4                  | 5                  | 6                  | 7                | 8                | 9                |
| 設備 | 指                        | 指                 | 指                 | 指                 | 指                 | 食堂車 ロビー      | 指               | 指               | 指               |
| 備考 | 花蓮以北のみ              | 花蓮以北のみ       | 全区間連結         | 全区間連結         | 全区間連結         | 全区間連結         | 花蓮以南のみ     | 花蓮以南のみ     | 花蓮以南のみ     |

#### 時刻表
| 列車 番号 | 台北  | 板橋  | 桃園  | 新竹  | 台中  | 彰化  | 斗六  | 嘉義  | 台南  | 新左営          | 高雄  | 屏東  | 枋寮  | 知本  | 台東            | 鹿野  | 池上  | 玉里  | 林栄 新光 | 花蓮            | 礁渓  | 台北  |
| --------- | ----- | ----- | ----- | ----- | ----- | ----- | ----- | ----- | ----- | --------------- | ----- | ----- | ----- | ----- | --------------- | ----- | ----- | ----- | --------- | --------------- | ----- | ----- |
| 1次       | 6:10  | 6:20  | 6:41  | 7:19  | 8:24  | 8:41  | 9:17  | 9:41  | 10:25 | 10:53着 11:05発 | 11:18 | 11:39 | 12:18 | 13:45 | 13:58着 14:10発 | 14:25 | 14:56 | 15:20 | 16:12     | 16:55着 17:15発 | 18:40 | 19:59 |
| 2次       | 21:52 | 21:43 | 21:20 | 20:40 | 19:33 | 19:09 | 18:33 | 18:09 | 17:23 | 16:40着 16:54発 | 16:29 | 16:05 | 15:28 | 14:02 | 13:21着 13:43発 | 13:07 | 12:43 | 12:22 | 11:35     | 10:49着 11:09発 | 09:31 | 08:11 |

#### ギャラリー

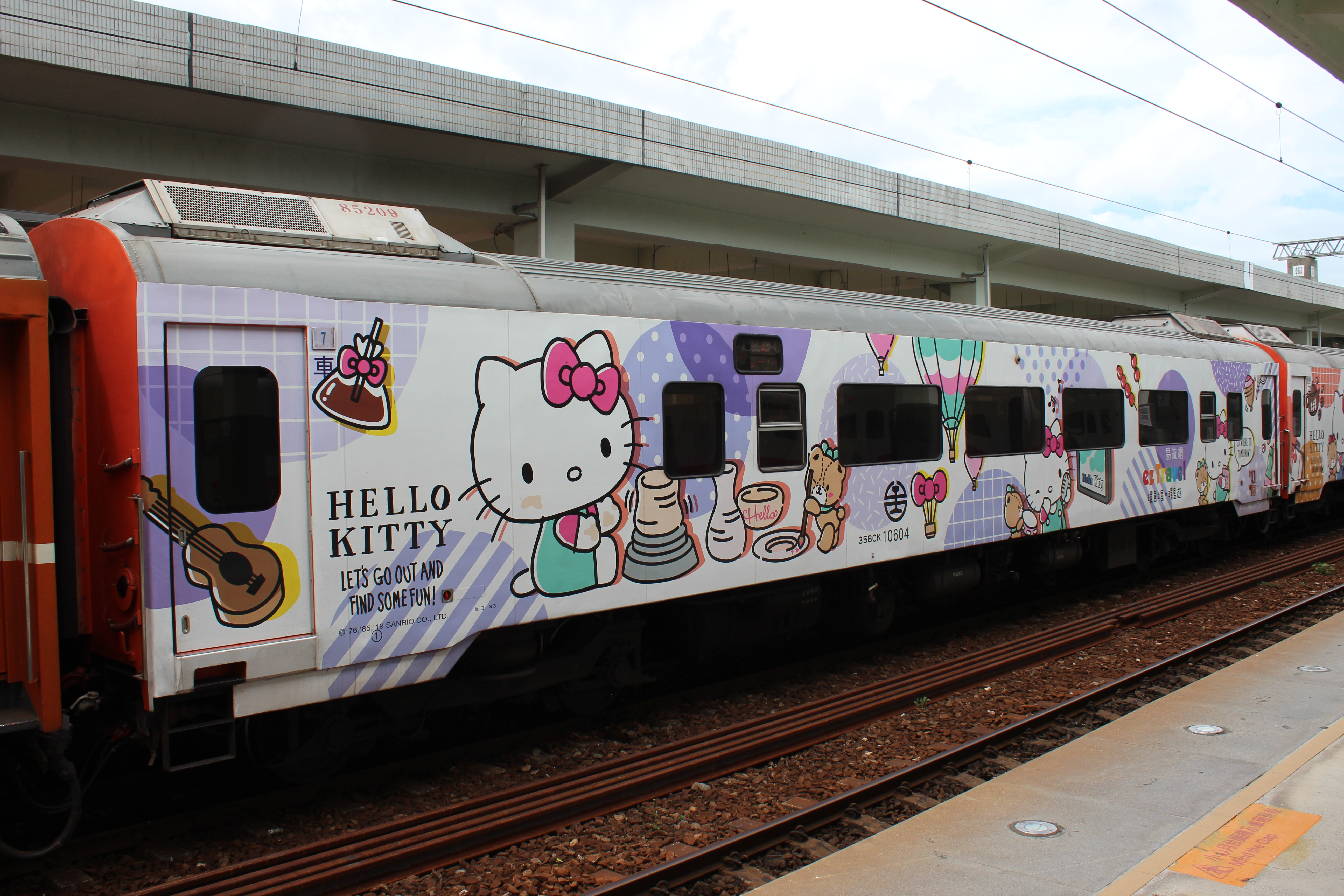
ハローキティ仕様の環島之星
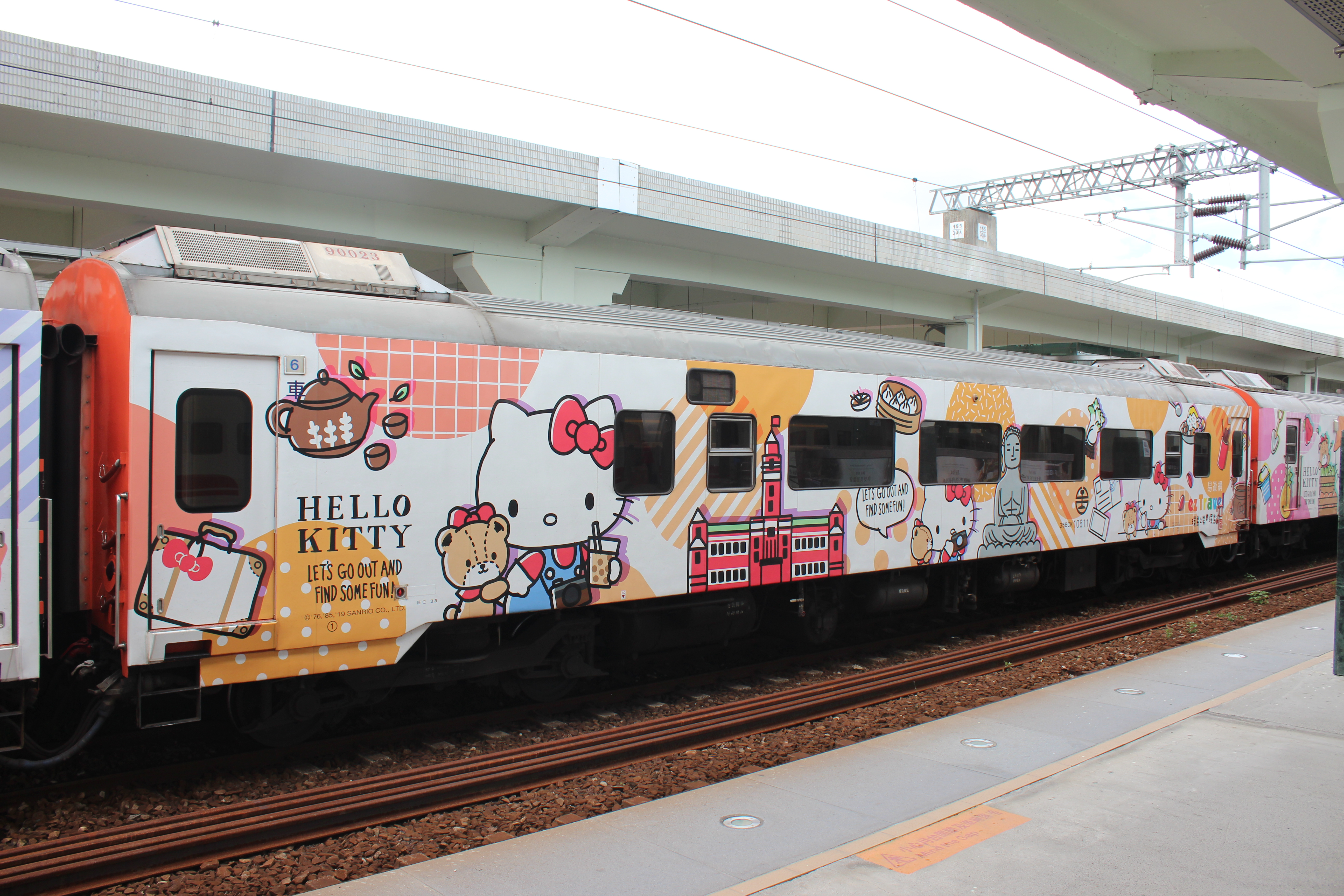
同左
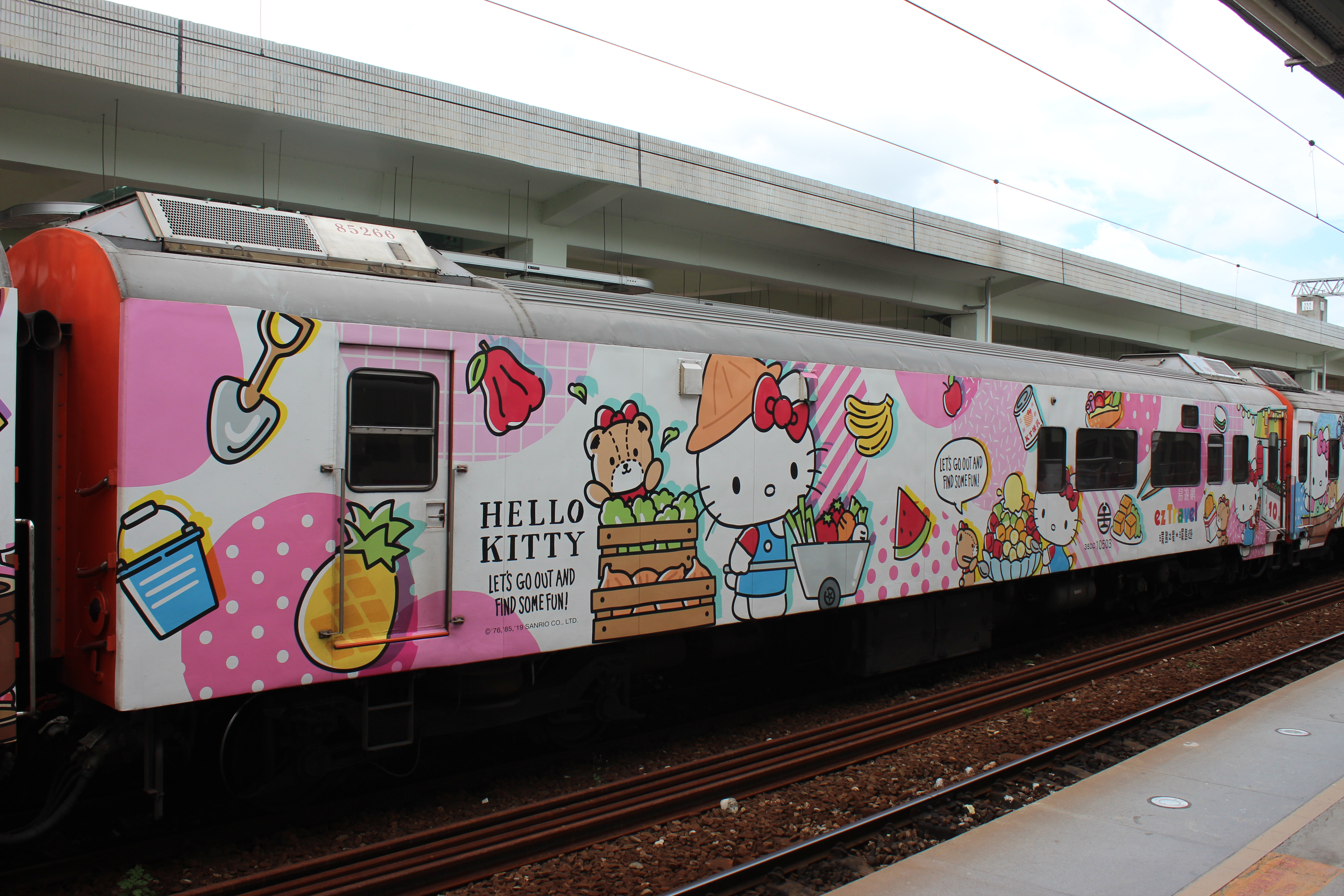
同左
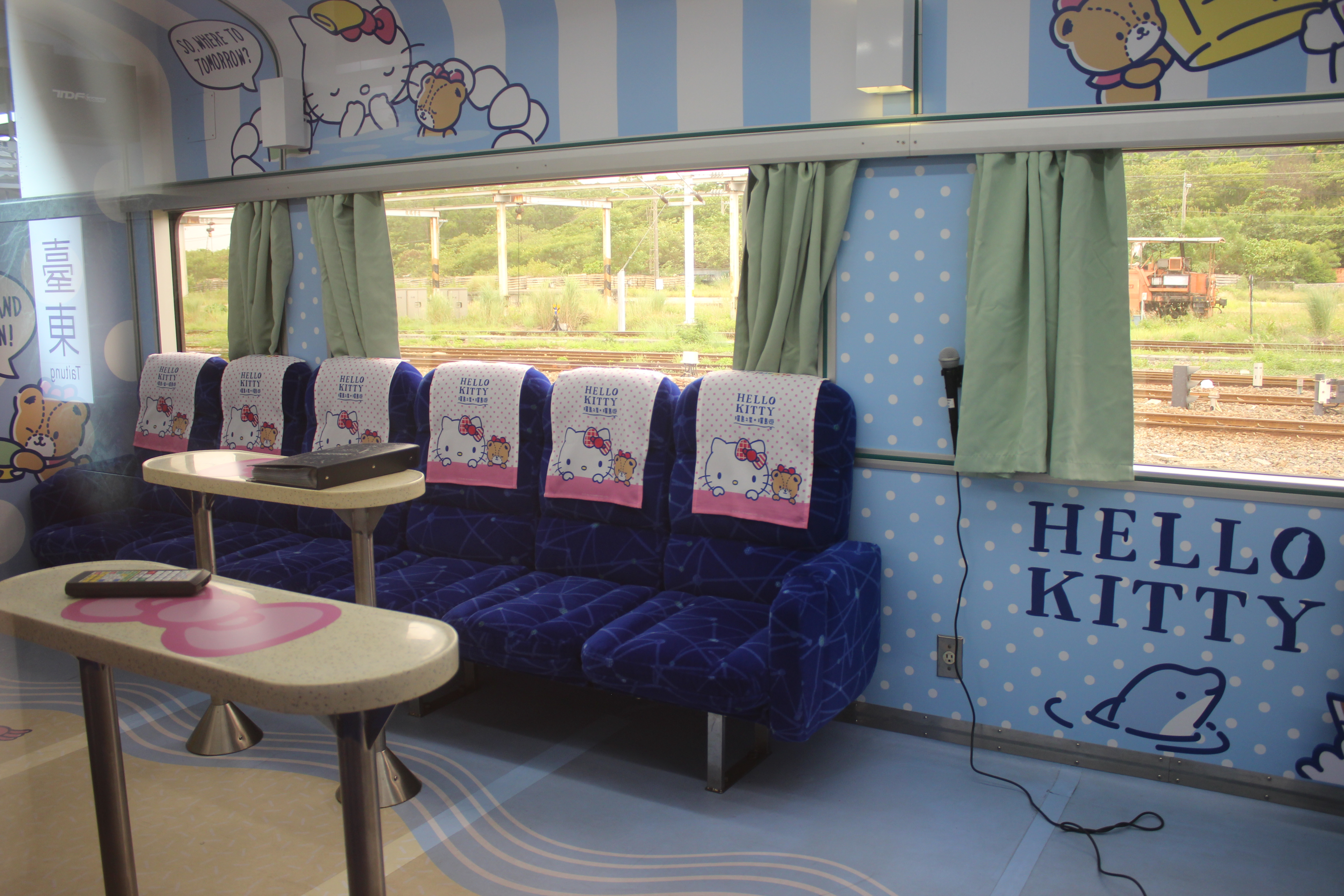
客室内

## 定期団体列車
台鉄が自社企画で定期運行する団体列車。2か月前より11人以上の団体旅客の予約を受け付け、余剰座席は乗車当日を含めて12日前より一般販売される。
- 74/71次：樹林 - 花蓮（毎日運行）
- 72/73次：樹林 - 台東（月・土曜日運行）

| 列車 番号 | 樹林  | 板橋  | 万華  | 台北  | 松山  | 七堵  | 福隆  | 冬山  | 新城  | 花蓮            | 瑞穂  | 玉里  | 池上  | 関山  | 鹿野  | 台東  |
| --------- | ----- | ----- | ----- | ----- | ----- | ----- | ----- | ----- | ----- | --------------- | ----- | ----- | ----- | ----- | ----- | ----- |
| 74次      | 6:49  | 6:57  | →     | 7:10  | 7:18  | 7:40  | →     | →     | 9:40  | 9:55            |       |       |       |       |       |       |
| 71次      | 20:33 | 20:26 | ←     | 20:10 | 19:58 | ←     | ←     | ←     | ←     | 17:30           |       |       |       |       |       |       |
| 72次      | 6:27  | 6:35  | 6:42  | 6:50  | 6:58  | →     | 7:48  | 8:29  | 9:28  | 9:43着 9:55発   | 10:58 | 11:21 | 11:56 | 12:19 | 12:37 | 12:52 |
| 73次      | 22:06 | 21:59 | 21:52 | 21:46 | 21:35 | 21:15 | 20:36 | 19:55 | 19:05 | 18:34着 18:50発 | 17:38 | 17:05 | 16:30 | 16:13 | 15:54 | 15:38 |

### 台東観光希望列車
2017年5月より運行を開始。
- 81/82次：樹林 - 台東（金土日月運行）

| 列車 番号 | 樹林  | 板橋  | 台北        | 松山  | 花蓮        | 池上  | 鹿野  | 台東  |
| --------- | ----- | ----- | ----------- | ----- | ----------- | ----- | ----- | ----- |
| 82次      | 7:44  | 7:53  | 8:06        | 8:14  | 10:40 10:43 | 12:16 | 12:50 | 13:04 |
| 81次      | 21:30 | 21:23 | 21:08 21:13 | 21:01 | 18:25 18:29 | 16:57 | 16:30 | 16:15 |

### 洄瀾之心

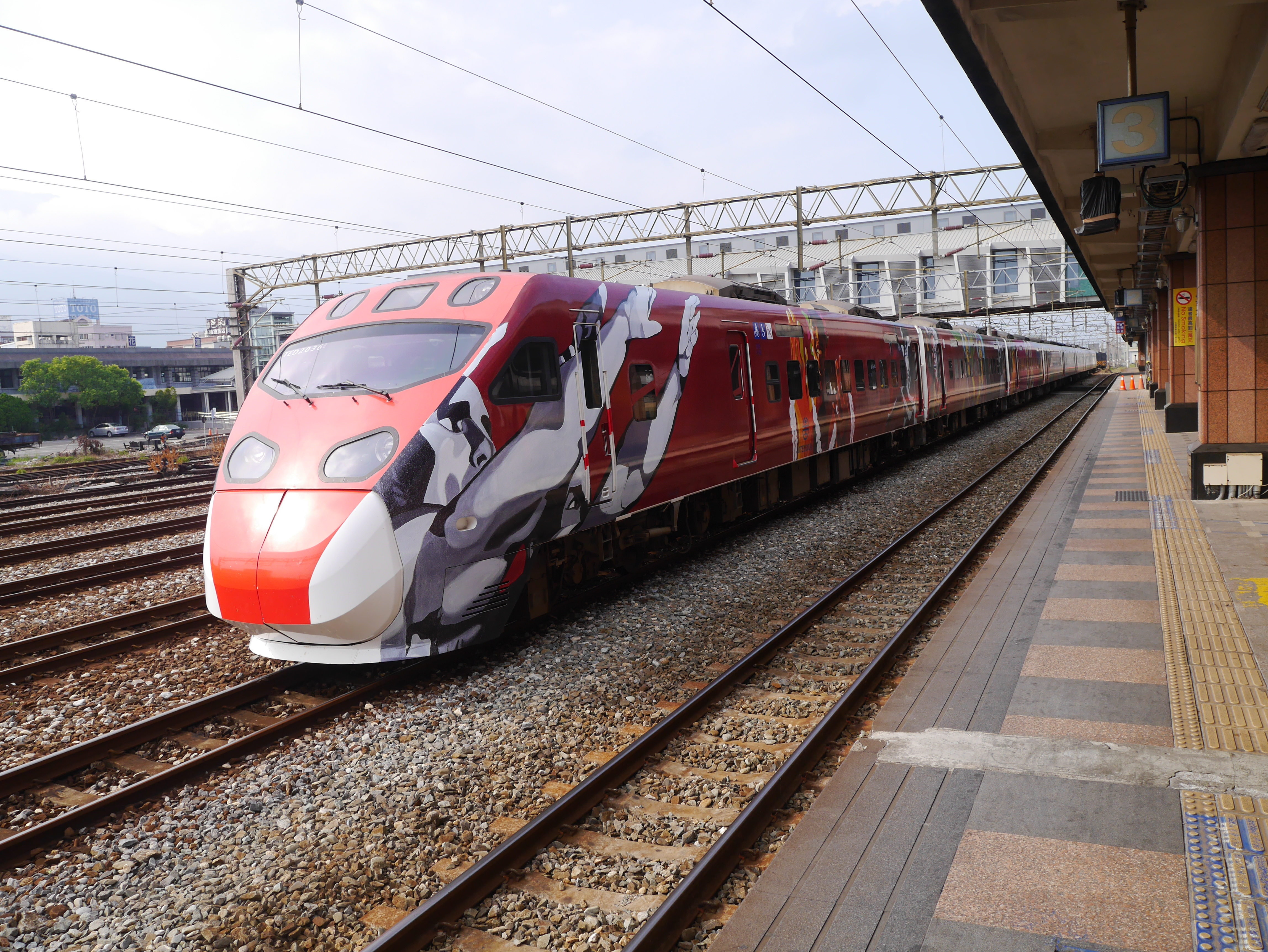
洄瀾之心(TEMU2035+2036)

洄瀾之心（かいらんししん）は花蓮県の旅行・宿泊業界が観光喚起のために専用でチャーターした特別列車。TEMU2000型（普悠瑪号）にアミ族などの伝承をあしらった特別ラッピング編成が充てられ、列車と宿泊のセット商品として旅行代理店経由で販売された。本来は2018年2月に台北～花蓮間を毎日1往復（5932/5931次）で運行開始予定だったが、花蓮地震の影響で6月末まで延期された。しかし運行開始後も乗車率は芳しくなく、更に同年10月の宜蘭線普悠瑪号脱線事故によるイメージダウンが低迷に拍車をかける結果となり、2019年1月で業者が1年間のチャーター契約を中途解除、台鉄自局による販売・運行を継続するものの、それも2019年3月5日が最後となる。

## 郵輪式列車

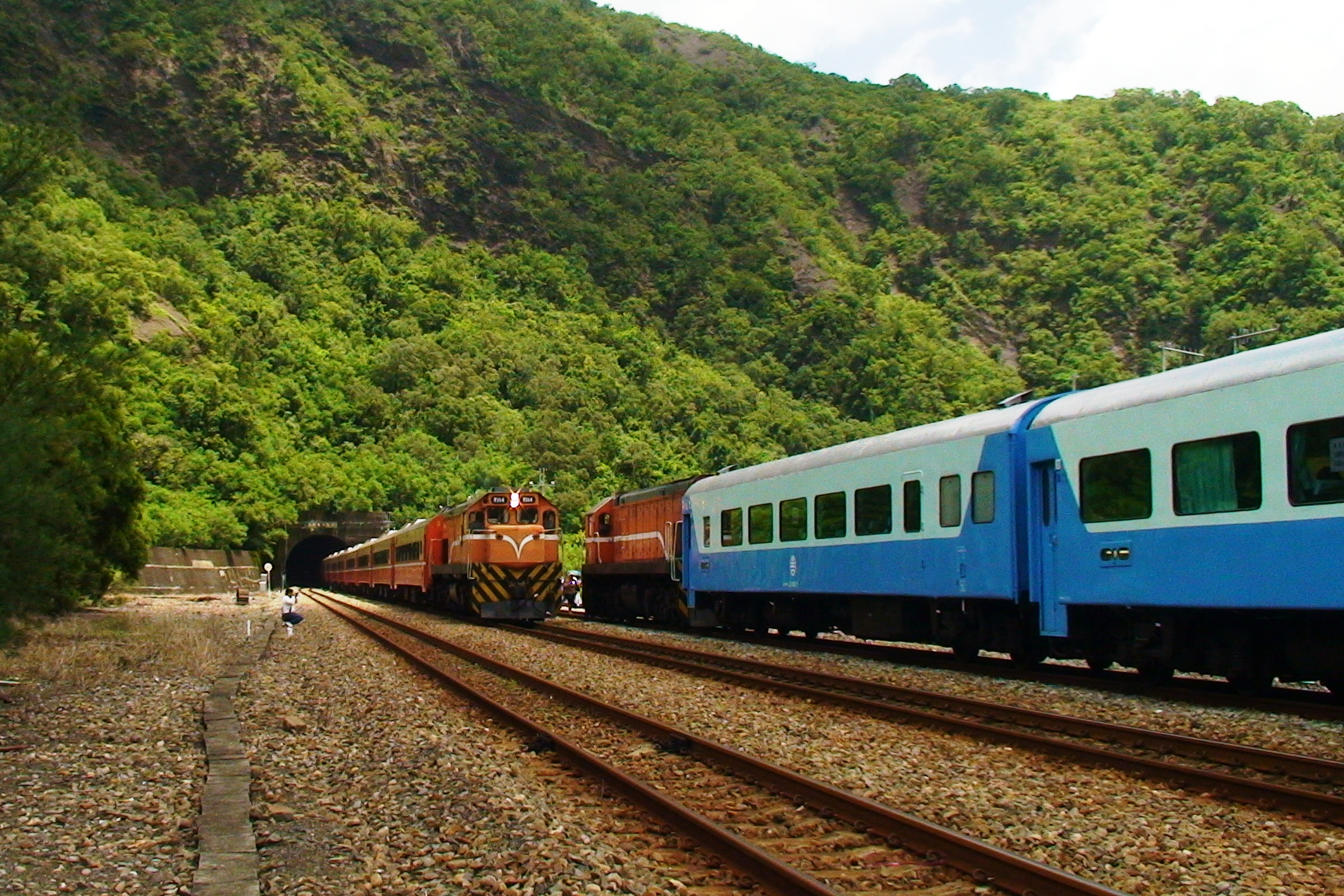
枋野駅での列車交換
南迴線郵輪式列車デビュー時

郵輪式列車（ゆうりんしきれっしゃ,クルージング列車）はクルーズ客船のように駅周辺での長時間滞在を可能とする目的で2008年8月11日より運行を開始した。主に莒光号用FPK11500/10500型（1、2代）およびFPK11600/10600型（3代）が充当される。一般旅客列車同様の予約方式で、5800-5899の列車番号が充てられているが、違いは中国信託銀行の決済システムや駅の自動券売機、中華郵政郵局での発券・受取が利用できないことである。

### 仲夏宝島号
仲夏宝島号（繁体字中国語: 仲夏寶島號）は毎年夏に数回運行されるSL牽引の客車列車。主に玉里駅 - 台東駅間を運行する。特別なイベントに伴うときは他の区間でも運行される。

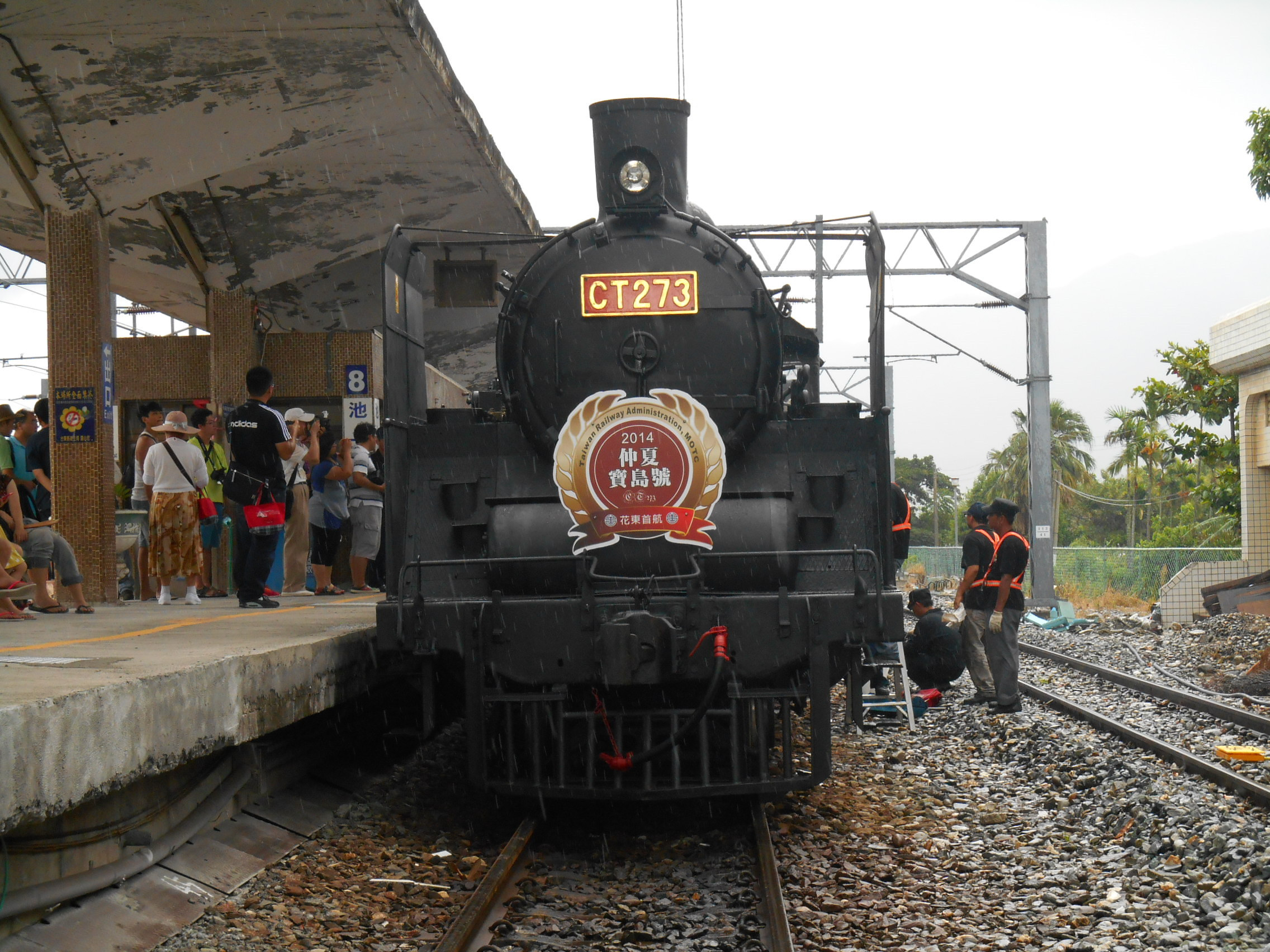
CT273（2014年）
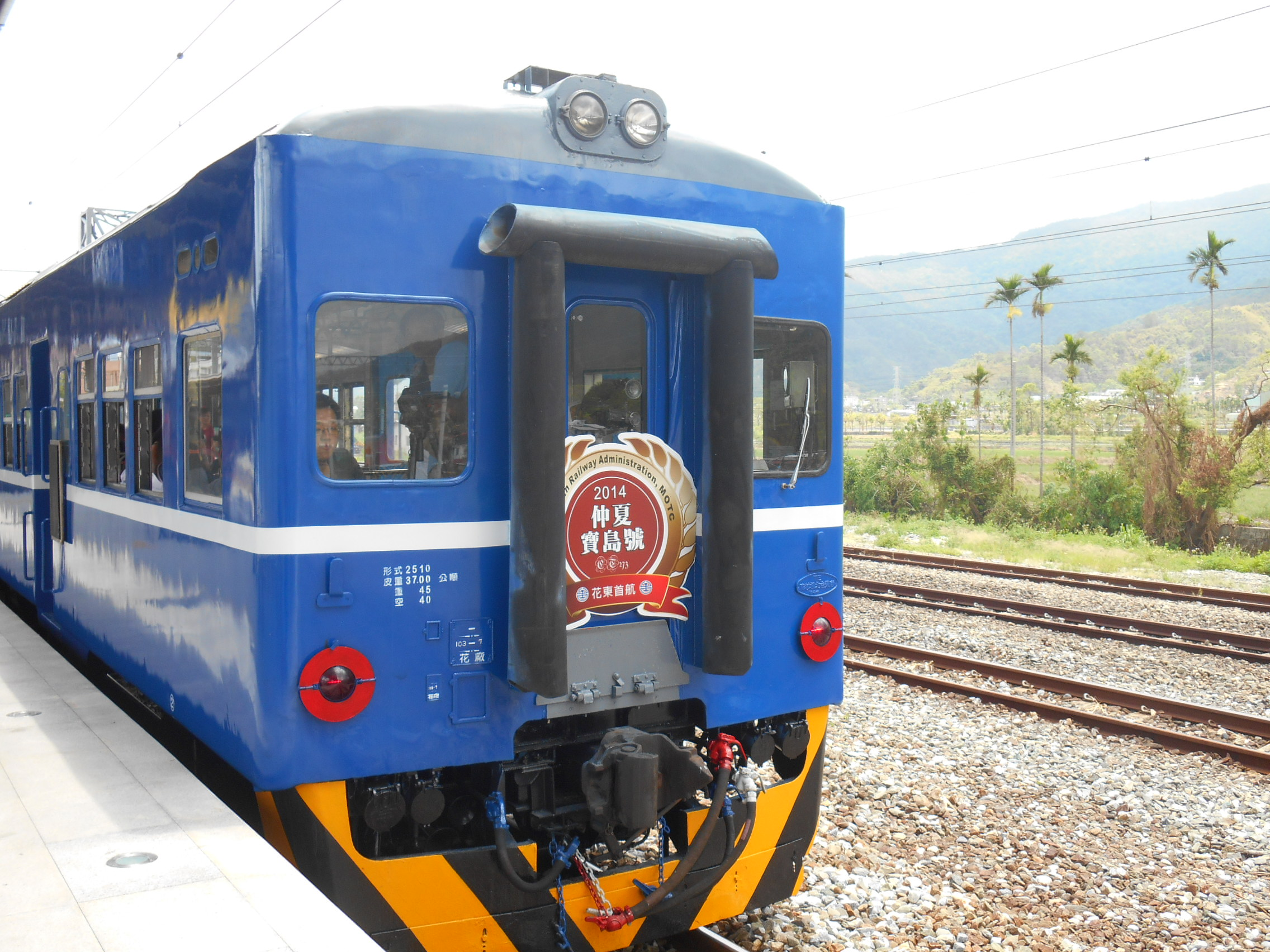
DR2510型（2014年）

## かつて運行されていた観光列車

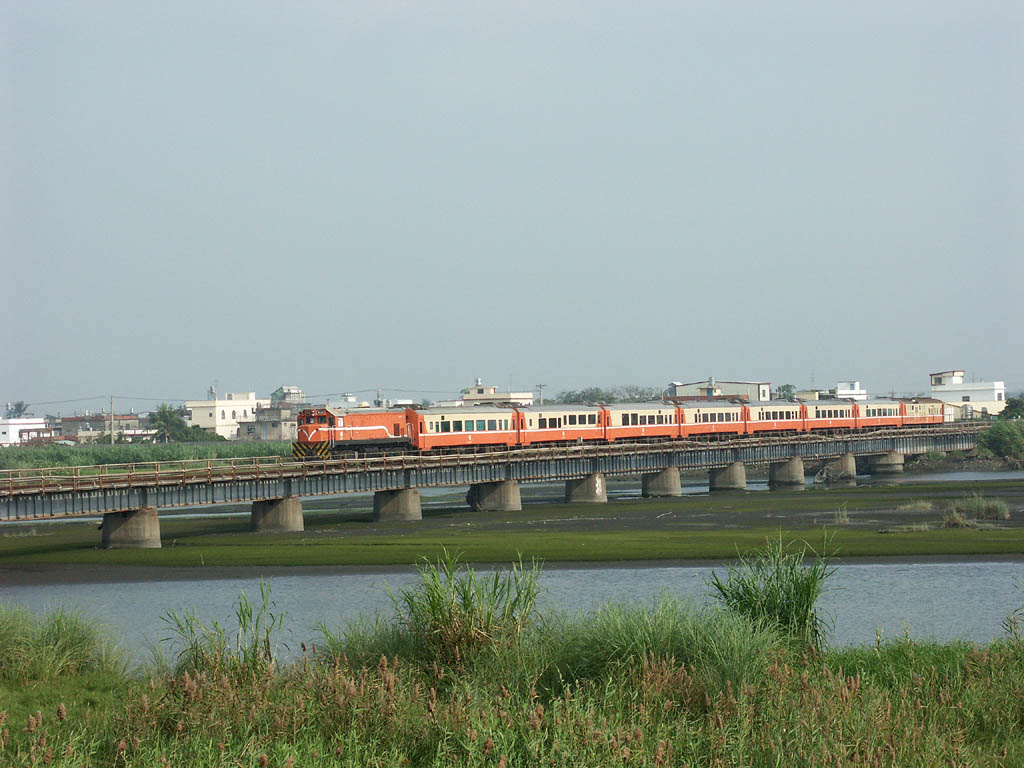
墾丁之星観光列車

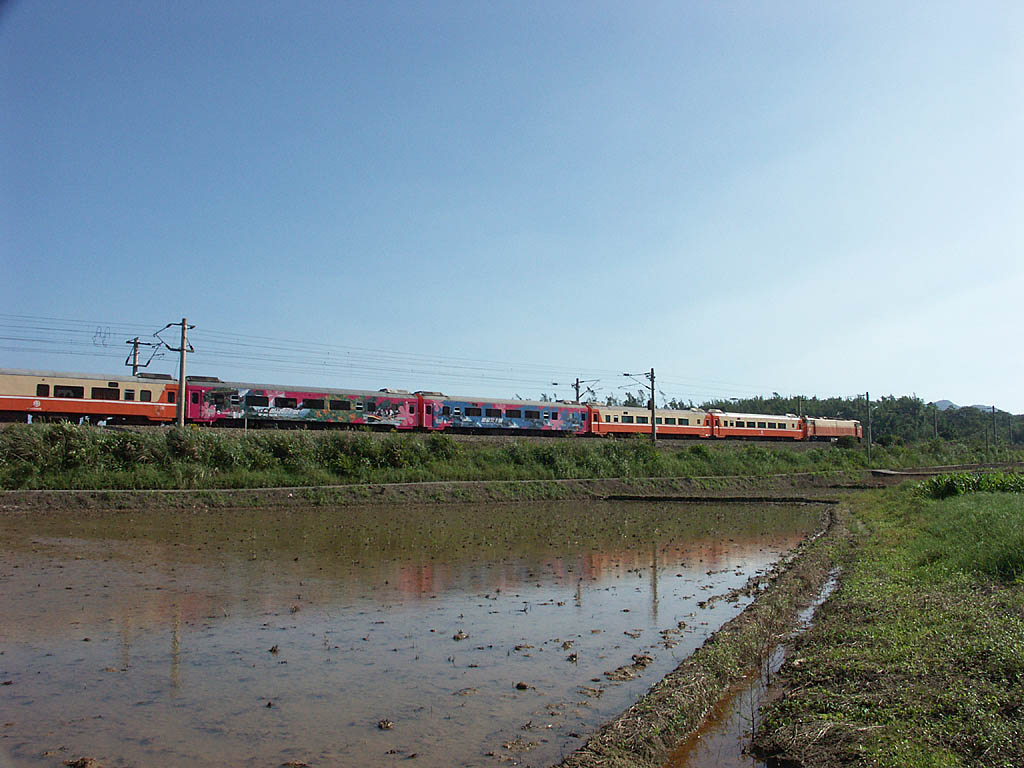
花蓮観光列車／温泉公主号

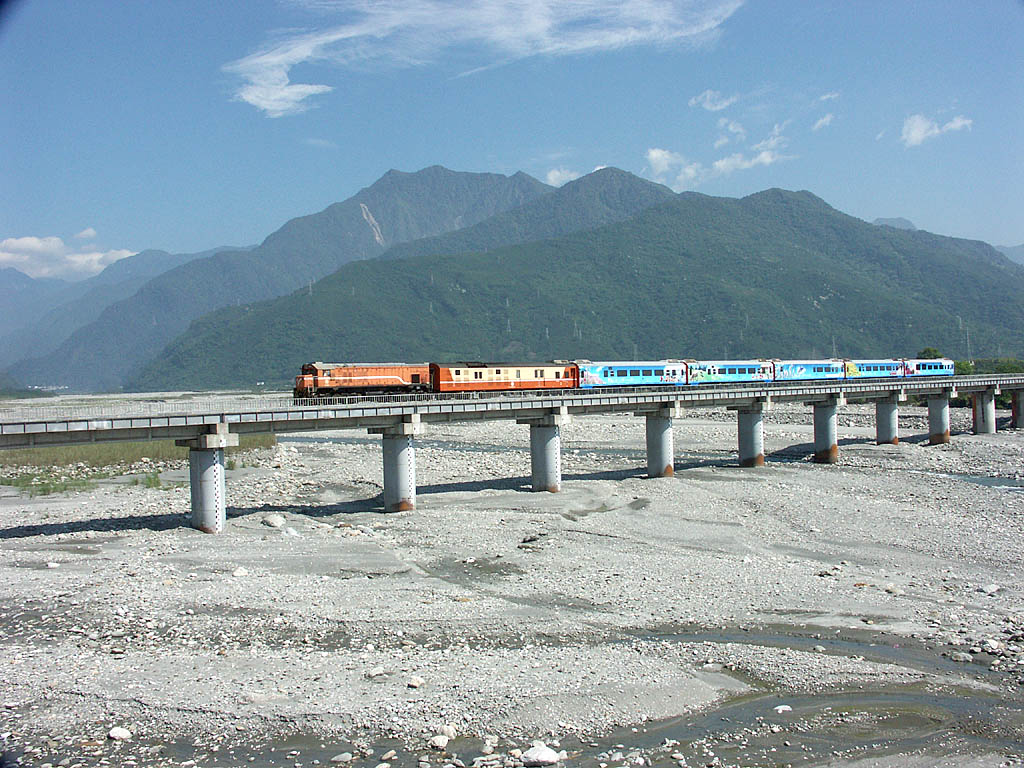
宝島之星

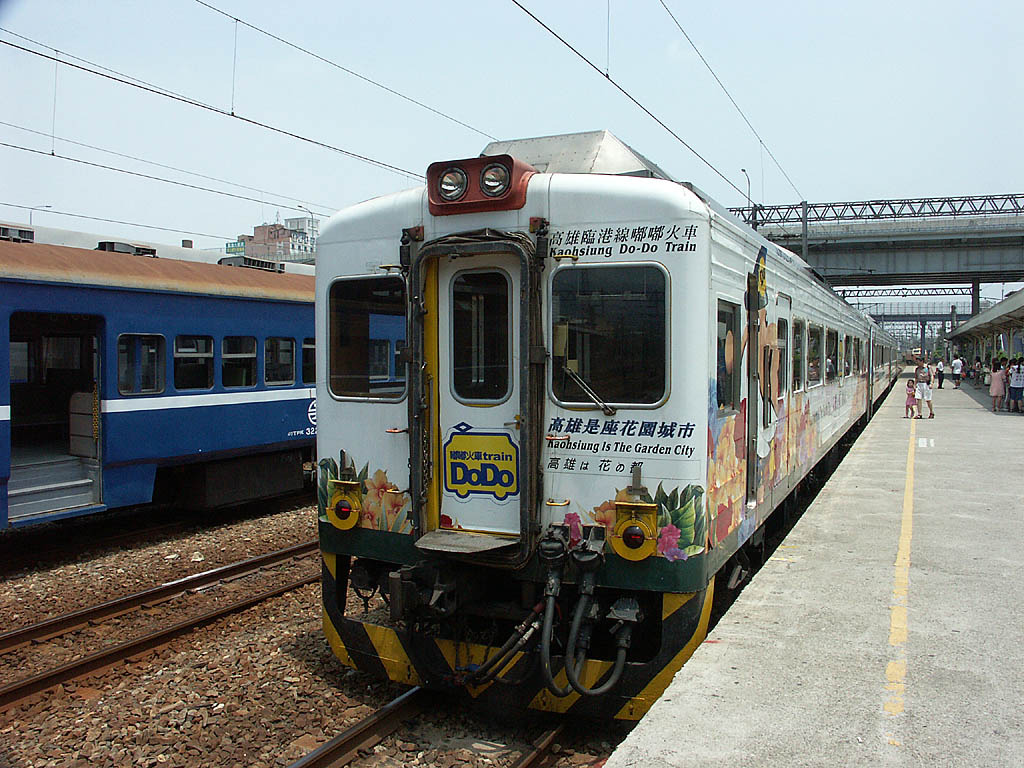
DoDo火車

- 1次/2次：台北 - 枋寮　総裁一号
初期は「墾丁之星」という名称だった。環島之星に集約され廃止。
- 3次/4次：高雄 - 台東　南迴之星
定期自強号303/312次に統合され廃止
- 5次/7次/8次/10次：台北 - 花蓮 - 台東 - 高雄 - 彰化 - 台北　宝島之星（繁体字中国語: 寶島之星）
3泊4日の環島列車で台鉄が販売しないこともあり、利用低迷により廃止
- 79次/80次：台北 - 台東　東方美人号
現観光列車の前身。
  - 台北 - 花蓮（経済艙）：花蓮以北では連結されない。
  - 台北 - 台東（頭等艙）：台鉄が販売時は列車番号が2079/2080、列車無線での扱いは79、80、代理店の易遊網では79/80

花蓮観光列車→温泉公主号として運転されていたが、環島之星登場に伴い廃止。
- 2855次/2866次：台北 - 花蓮　洄瀾阿美号
国光客運グループの巨冠旅行社（国光假期ブランド）の主催旅行列車で台鉄では販売せず。
- 3233次/3236次：板橋 - 菁桐　平渓線観光列車
八堵発着に改められた後は観光列車としての性質が薄くなった。
- DoDo火車（中国語版）：DR2900型自強号の車内を改装、高雄臨港線で運行された。
マクドナルドとの契約満了で2006年3月1日で廃止、同年6月3日と6月4日に内湾線と南迴線で台灣鐵道網（台湾の鉄道ファンが集うネット掲示板）有志による団体列車として運行され、その後花蓮機廠で内装を解体、一般車両として運行されている。